# Aeto III
Aeto (in greco antico: Ἀετὸς?, Aetòs, in demotico: Ꜣyꜣtws; fl. III-II secolo a.C.), noto nella storiografia moderna come Aeto III, è stato un militare, funzionario e sacerdote egizio vissuto tra il III e il II secolo a.C. e attivo durante il regno di Tolomeo V (204 a.C. - 180 a.C.).

## Origini familiari

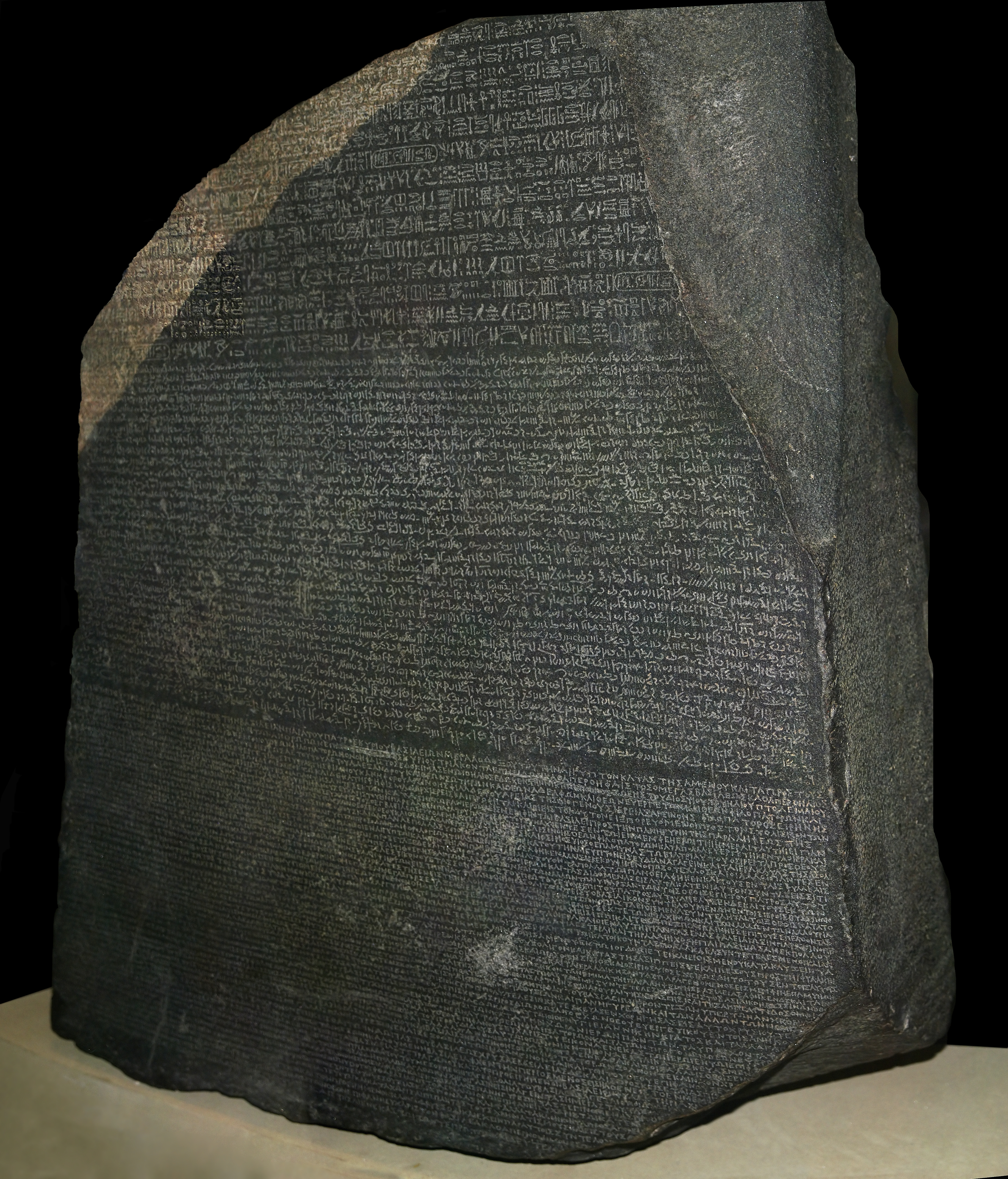
La Stele di Rosetta, su cui viene menzionato Aeto (British Museum, Londra)

Aeto III era figlio di Aeto II e nipote di Aeto I, strategos di Cilicia e sacerdote eponimo di Alessandro nel 253/252 a.C. Suo zio era Trasea, governatore militare (στρατηγός, strategós) di Cilicia e Celesiria mentre i cugini erano Tolomeo (strategos di Celesiria e Fenicia), Apollonio (strategos di Celesiria) e Trasea.

## Biografia
Aeto III divenne, nel 203 o 202 a.C., strategos di Cilicia probabilmente succedendo a Trasea. Stando all'iscrizione della Stele di Rosetta, nel 197/196 a.C. Aeto fu investito del sacerdozio annuale per il culto di Alessandro, degli Dèi Soteri, degli Dèi Adelfi, degli Dèi Evergeti, degli Dèi Filadelfi e degli Dèi Filopatori. Tale dicitura ufficiale del culto dinastico indicava, oltre ad Alessandro Magno, tutti i faraoni tolemaici fino a quel momento: Tolomeo I Sotere e sua moglie Berenice I, Tolomeo II Filadelfo e la sua moglie-sorella Arsinoe II, Tolomeo III Evergete e sua moglie Berenice II, Tolomeo IV Filopatore e sua moglie e sorella Arsinoe III e infine il giovane faraone Tolomeo V Epifane che sedeva allora sul trono.